# 和地孝
和地 孝（わち たかし、1935年4月13日 - ）は、日本の実業家。テルモ代表取締役社長、同社代表取締役会長兼最高経営責任者、日本医療機器産業連合会会長、日本医療器材工業会会長等を歴任した。

## 人物・経歴
神奈川県逗子町生まれ。神奈川県立横須賀高等学校を経て、1959年横浜国立大学経済学部卒業、富士銀行（現みずほ銀行）入行。1979年ハーバード大学ハーバード・ビジネス・スクールAMP修了。富士銀行ニューヨーク支店等を経て、1988年取締役。1989年戸澤三雄テルモ社長の要請を受けテルモに移り常務取締役に就任。1993年戸澤の死去に伴い代表取締役専務として経営の実権を握る。1994年代表取締役副社長。
1995年からテルモ代表取締役社長として海外でのM&Aや中国進出などによるグローバル展開を進め、10期連続の増収により大幅な増益を実現した。2004年代表取締役会長兼最高経営責任者。2008年旭日中綬章受章。2011年テルモ名誉会長。日本医療機器産業連合会会長、日本医療器材工業会会長、日本経済団体連合会常任理事、経済危機克服のための「有識者会合」有識者等も歴任した。

## 著書
- 『人を大切にして人を動かす―企業風土が変われば会社は伸びる！』東洋経済新報社 2004年
- 『「人の心を動かす人」になれ―会社の「主役」になれる人、なれない人』知的生きかた文庫 2006年